# M-матрица
M-матрица в математике — это Z-матрица с собственными значениями, действительные части которой неотрицательны. Множество неособых M-матриц является подмножеством класса P-матриц, а также класса обратноположительных матриц (то есть матриц, обратные к которым принадлежат классу положительных матриц). Название M-матрица, по-видимому, первоначально было выбрано Александром Островским в связи с Германом Минковским, который доказал, что если у Z-матрицы все суммы строк положительны, то определитель этой матрицы положителен.

## Характеристики
M-матрица обычно определяется следующим образом:
Определение: Пусть {\displaystyle A} — {\displaystyle n\times n} вещественная Z-матрица, то есть матрица {\displaystyle A=(a_{ij})} такова, что {\displaystyle a_{ij}\leq 0} для всех {\displaystyle i\neq j}, {\displaystyle 1\leq i,j\leq n}. Тогда матрица {\displaystyle A} также является M-матрицей, если она представима в виде {\displaystyle A=sI-B}, где {\displaystyle B=(b_{ij})}, {\displaystyle b_{ij}\geq 0} для всех {\displaystyle 1\leq i,j\leq n}, где s по меньшей мере так же велико, как максимум модулей собственных значений {\displaystyle B}, а {\displaystyle I} — единичная матрица.
Для несингулярности матрицы {\displaystyle A}, согласно теореме Перрона-Фробениуса, должно выполняться условие s > ρ(B). Кроме того, для неособой M-матрицы диагональные элементы {\displaystyle a_{ii}\leq 0} матрицы {\displaystyle A} должны быть положительными. Далее характеризуется только класс неособых M-матриц.
Известно много утверждений, эквивалентных этому определению неособых M-матриц, и любое из этих утверждений может служить отправным определением неособой M-матрицы. Например, Племмонс перечисляет 40 таких эквивалентностей. Племмонс классифицировал эти характеристики с точки зрения их отношения к свойствам: (1) положительности главных миноров, (2) обратной положительности и расщеплений, (3) устойчивости и (4) полуположительности и диагонального доминирования. Имеет смысл классифицировать свойства таким образом, потому что операторы внутри определённой группы связаны друг с другом, даже если матрица {\displaystyle A} является произвольной матрицей и не обязательно Z-матрицей.